# Vidas paralelas con Aurora Valle
Vidas Paralelas con Aurora Valle es un programa de televisión basado en investigación periodística, con el fin de narrar la historia que viven las estrellas de la televisión y la música latinoamericana para llegar a alcanzar la fama. Es una producción de Televisa, a cargo de Carlo Antonio Rico y Aurora Valle. Con Guion de Sergio Mendoza

## Invitados
La primera temporada de Vidas Paralelas con Aurora Valle, contó con la entrevista de las siguientes celebridades:
1. Yuri (Cantante).
2. Carmen Salinas (Actriz).
3. Paquita la del Barrio (Cantante).
4. Xavier Lopez "Chabelo" (Actor).
5. Andrea Legarreta.
6. Anahí Puente (Cantante).
7. Alfredo Adame.
8. Jenni Rivera. (cantante)
9. Consuelo Duval.
10. Lupita Jones.
11. Mascabrothers.
12. Belinda.
13.Adrián Uribe.
14. Andrés García.
15. Galilea Montijo.
16. Pablo Montero.
17. Manuel "El Loco" Valdés.
18. Olivia Collins.
19. Raul Araiza.
20. Ana Martín.
21. Fernando Colunga.
22. Alicia Machado.